# Bromsten
Bromsten est un quartier du district de Järva à Stockholm en Suède.

## Description
Bromsten est un quartier de Västerort 
le quartier a une superficie de 2,09 kilomètres carrés.
Bromsten est limitrophe des quartiers de Tensta, Rinkeby, Bällsta, Sundby et Solhem ainsi que de la commune de Sundbyberg.
Le Bällstaån (sv) traverse Bromsten.

## Histoire
La carte la plus ancienne de Bromsten date de 1706.
Le premier propriétaire foncier connu de la région est le noble Johannes Ingevaldsson de 1291.

## Transports
Les transports en commun sont assurés par des bus vers Vällingby, Sundbyberg, Rissne et Solna. 
Cependant, la gare de Spånga se trouve à distance de marche d'une grande partie de Bromsten.

## Galerie

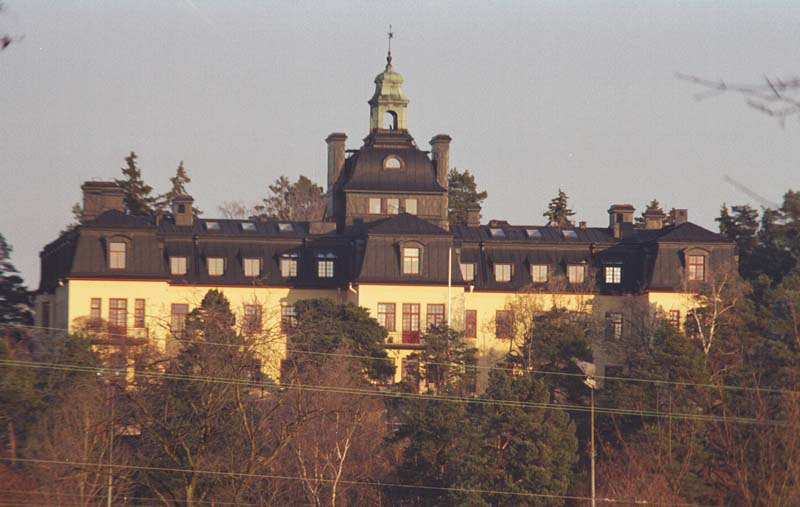
Fristad.
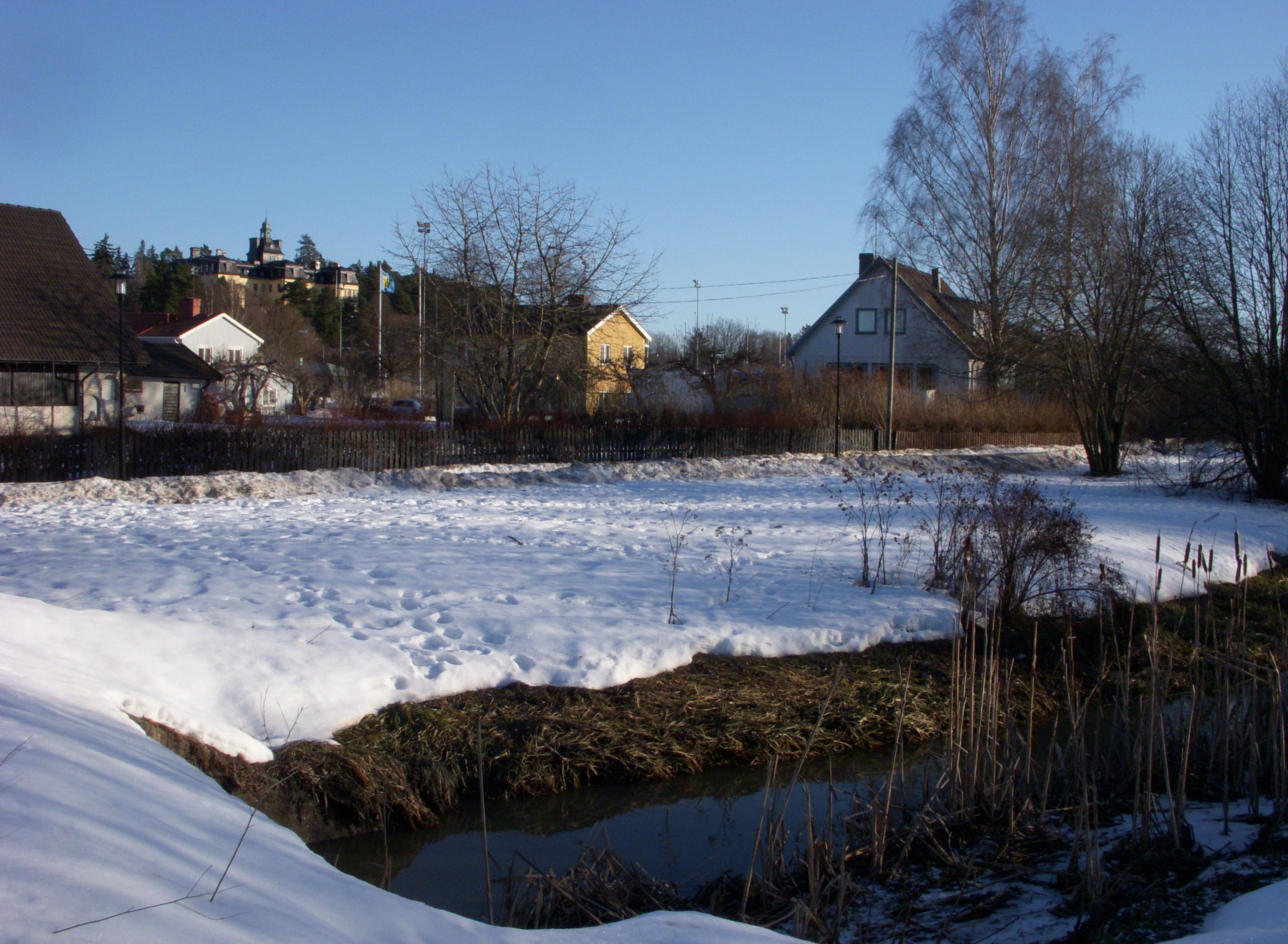
Bromsten avec Bällstaån et Fristad en arrière-plan, 2011
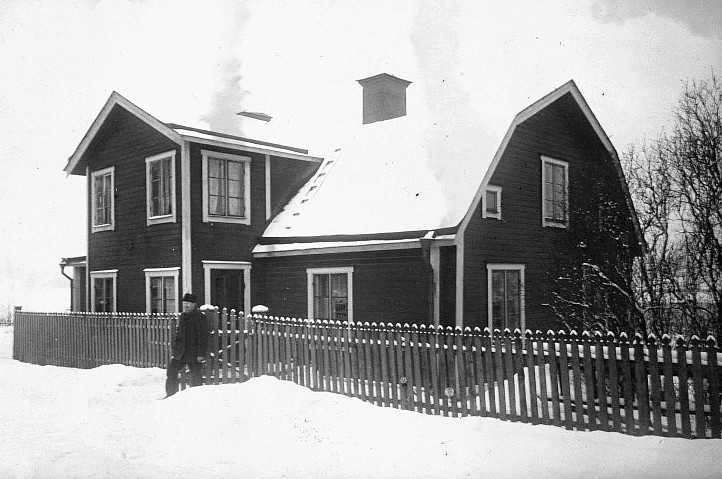
Bromstens gård.
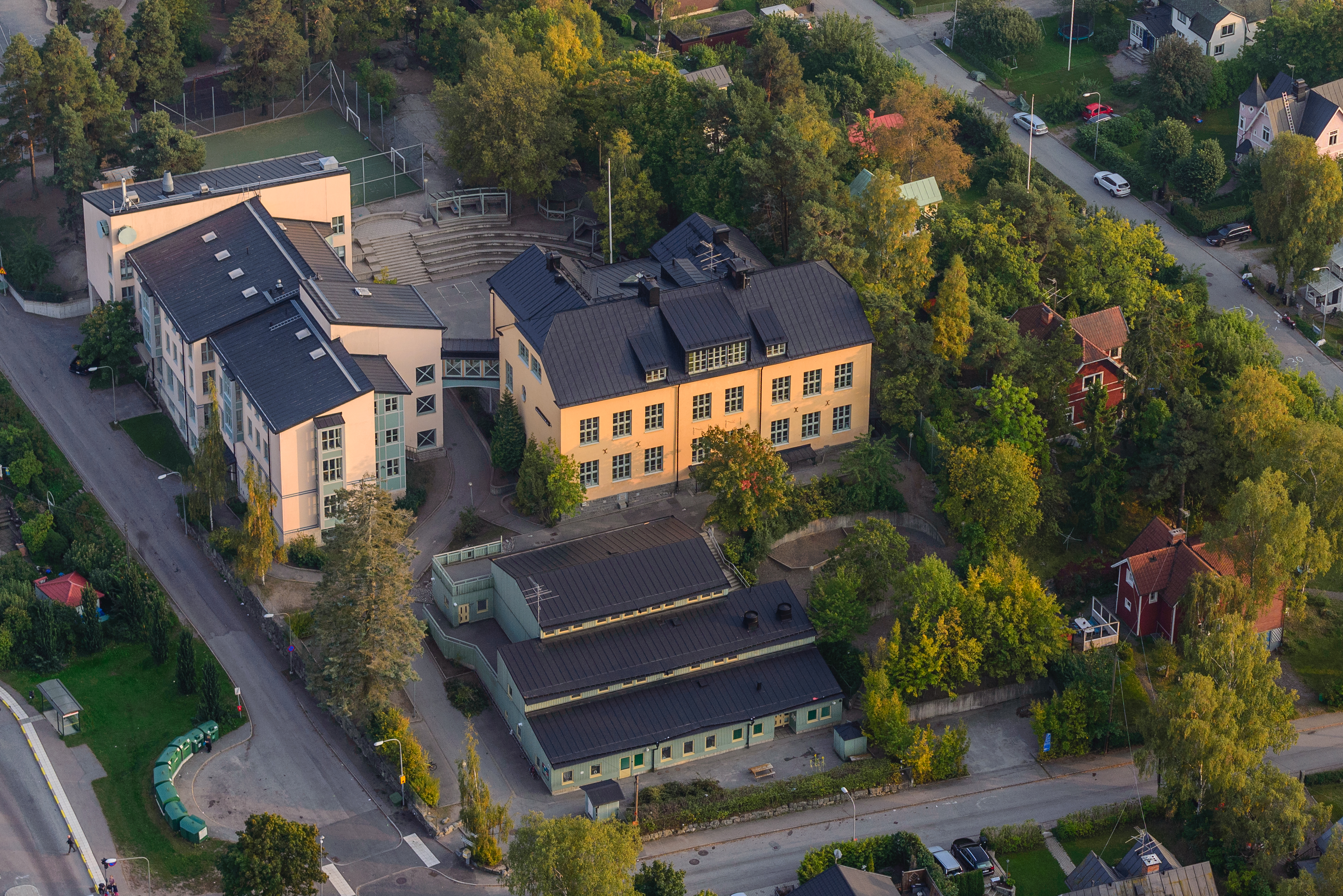
École de Bromsten
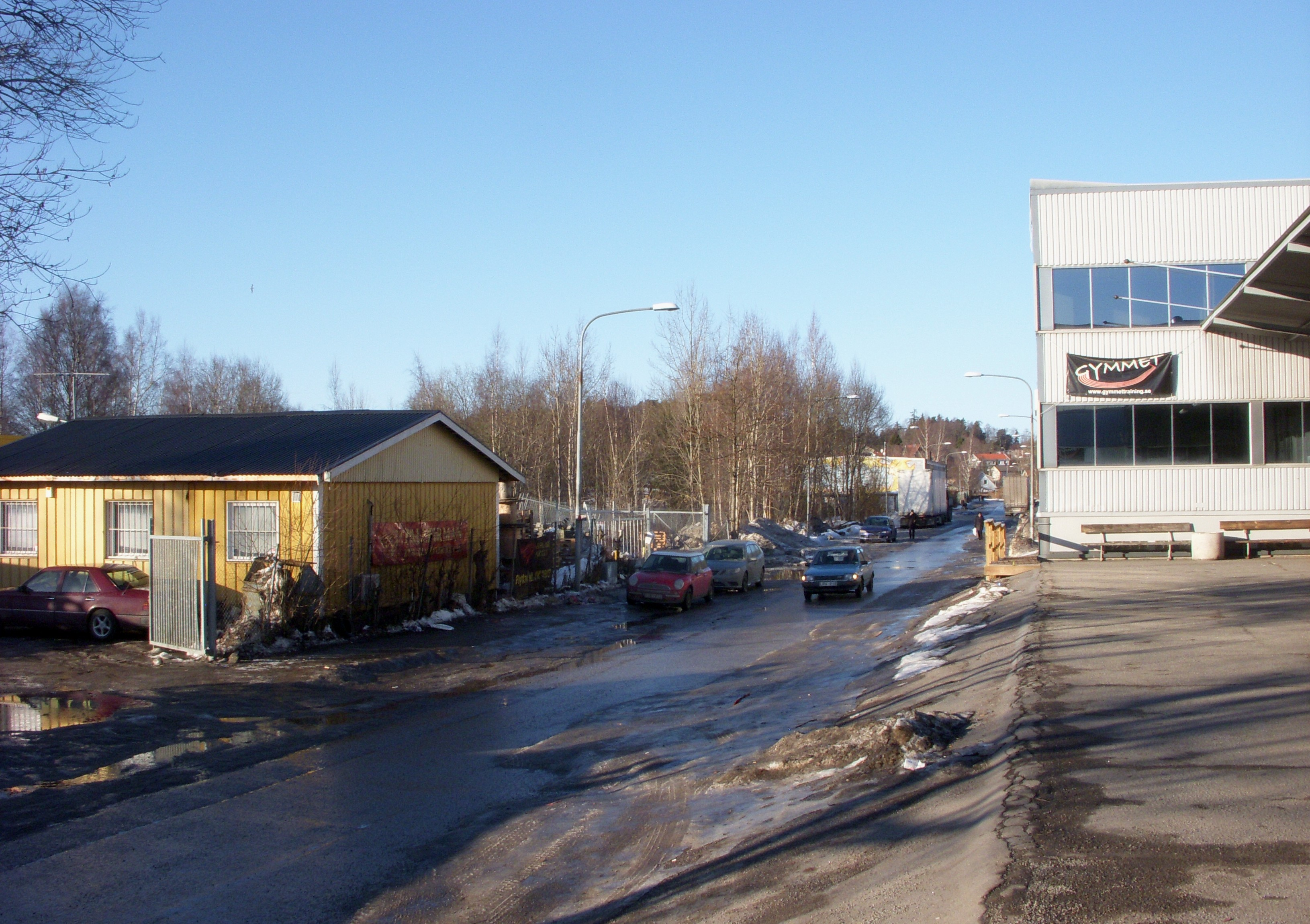
Zone industrielle de Bromsten, 2011.